# Slovenská abeceda
Slovenská abeceda je abeceda, která je používána pro zápis slovenštiny. Skládá se ze 46 písmen latinky modifikované použitím spřežek (dz, dž, ch) a diakritických znamének: čárka (dĺžeň: ´), háček (mäkčeň: ˇ), dvě tečky (dve bodky: ¨) a stříška (vokáň: ^).

## Abeceda
Velká písmena
A, Á, Ä, B, C, Č, D, Ď, DZ, DŽ, E, É, F, G, H, CH, I, Í, J, K, L, Ĺ, Ľ, M, N, Ň, O, Ó, Ô, P, Q, R, Ŕ, S, Š, T, Ť, U, Ú, V, W, X, Y, Ý, Z, Ž
Malá písmena
a, á, ä, b, c, č, d, ď, dz, dž, e, é, f, g, h, ch, i, í, j, k, l, ĺ, ľ, m, n, ň, o, ó, ô, p, q, r, ŕ, s, š, t, ť, u, ú, v, w, x, y, ý, z, ž

## Hlásky
Na označení jedné hlásky se ve slovenském jazyce používá zpravidla jedno písmeno. Písmena se hláskují podle níže uvedených tabulek: název označuje tradiční, školní výslovnost, PSP označuje výslovnost podle kodifikační příručky Pravidla slovenského pravopisu (2000). IPA označuje výslovnost písmena uprostřed slova (tj. hlásku, kterou písmeno označuje).

### Samohlásky
| písmeno | název                    | PSP            | IPA          |
| ------- | ------------------------ | -------------- | ------------ |
| A a     | á                        | a              | /a/          |
| Á á     | dlouhé á                 | á              | /aː/         |
| Ä ä     | široké e; a s přehláskou | široké e       | /æ/ nebo /ɛ/ |
| E e     | é                        | e              | /ɛ/          |
| É é     | dlouhé é                 | é              | /ɛː/         |
| I i     | í; měkké i; jota         | i              | /i/          |
| Í í     | dlouhé í                 | í              | /iː/         |
| O o     | ó                        | o              | /o/          |
| Ó ó     | dlouhé ó                 | ó              | /oː/         |
| Ô ô     | o se stříškou            | uo             | /u̯o/         |
| U u     | ú                        | u              | /u/          |
| Ú ú     | dlouhé ú                 | ú              | /uː/         |
| Y y     | ypsilon; tvrdé y         | ypsilon        | /i/          |
| Ý ý     | dlouhé ypsilon           | dlouhé ypsilon | /iː/         |

### Souhlásky (spoluhlásky)
| písmeno | název      | PSP        | IPA  |
| ------- | ---------- | ---------- | ---- |
| B b     | bé         | bé         | /b/  |
| C c     | cé         | cé         | /t͡s/ |
| Č č     | čé         | čé         | /t͡ʃ/ |
| D d     | dé         | dé         | /d/  |
| Ď ď     | ďé         | ďé         | /ɟ/  |
| DZ dz   | dzé        | dzé        | /d͡z/ |
| DŽ dž   | džé        | džé        | /d͡ʒ/ |
| F f     | ef         | ef         | /f/  |
| G g     | gé         | gé         | /g/  |
| H h     | há         | há         | /ɦ/  |
| Ch ch   | chá        | chá        | /x/  |
| J j     | jé         | jé         | /j/  |
| K k     | ká         | ká         | /k/  |
| L l     | el         | el         | /l/  |
| Ĺ ĺ     | dlouhé el  | dlouhé el  | /l̩ː/ |
| Ľ ľ     | měkké el   | eľ         | /ʎ/  |
| M m     | em         | em         | /m/  |
| N n     | en         | en         | /n/  |
| Ň ň     | eň         | eň         | /ɲ/  |
| P p     | pé         | pé         | /p/  |
| Q q     | kvé        | kvé        | /kv/ |
| R r     | er         | er         | /r/  |
| Ŕ ŕ     | dlouhé er  | dlouhé er  | /r̩ː/ |
| S s     | es         | es         | /s/  |
| Š š     | eš         | eš         | /ʃ/  |
| T t     | té         | té         | /t/  |
| Ť ť     | měkké té   | ťé         | /c/  |
| V v     | vé         | vé         | /v/  |
| W w     | dvojité vé | dvojité vé | /v/  |
| X x     | iks        | iks        | /ks/ |
| Z z     | zet        | zé         | /z/  |
| Ž ž     | žet        | žé         | /ʒ/  |

## Dvojhlásky
Podle pravopisu spisovné slovenštiny rozeznáváme čtyři dvojhlásky (diftongy): ia, ie, iu, ô. Jenom ô se počítá jako písmeno abecedy.
| dvojhláska | IPA  |
| ---------- | ---- |
| ia         | /i̯a/ |
| ie         | /i̯e/ |
| iu         | /i̯u/ |
| ô          | /u̯o/ |

## Tvoření slabik
Každá slabika obsahuje právě jednu samohlásku nebo dvojhlásku, případně obsahuje slabikotvornou souhlásku (l, ĺ, r, ŕ).